# Ariadna cephalotes
Espèce
Synonymes
- Ariadna hotchkissi Chamberlin, 1916

Ariadna cephalotes est une espèce d'araignées aranéomorphes de la famille des Segestriidae.

## Distribution
Cette espèce se rencontre en Bolivie, au Pérou et en Argentine dans la province de Jujuy,.

## Description
Le mâle décrit par Giroti et Brescovit en 2018 mesure 6,24 mm et la femelle 10,4 mm, les mâles mesurent de 6,24 à 7,2 mm et les femelles de 7,7 à 13,6 mm.

## Publication originale
- Simon, 1907 : Étude sur les araignées de la sous-section des Haplogynes. Annales de la Société Entomologique de Belgique, vol. 51, p. 246-264 (texte intégral).